# King’s Cup (Fußball) 2025
Der King’s Cup 2025 (thailändisch คิงส์คัพ 2568) ist die 51. Austragung eines Fußballwettbewerbs in Thailand. Ausgetragen und organisiert wird der Wettbewerb vom thailändischen Fußballverband. 

## Teilnehmende Mannschaften
| Mannschaft | Nationaler Verband                 | Regionaler Verband | Kontinentalverband             | FIFA-Weltrangliste |
| ---------- | ---------------------------------- | ------------------ | ------------------------------ | ------------------ |
| Thailand   | Football Association of Thailand   | AFF                | Asian Football Confederation   | 102. Platz         |
| Irak       | Iraqi Football Association         | WAFF               | Asian Football Confederation   | 58. Platz          |
| Hongkong   | The Hong Kong Football Association | EAFF               | Asian Football Confederation   | 147. Platz         |
| Fidschi    | Fiji Football Association          |                    | Oceania Football Confederation | 150. Platz         |

## Modus
Steht es nach der regulären Spielzeit unentschieden, wird die Entscheidung im Elfmeterschießen herbeigeführt. Es gibt keine Verlängerung. Es können fünf Spieler ausgetauscht werden. Die Sieger bestreiten das Finale, die Verlierer spielen um den dritten Platz.

## Austragungsort
Alle Spiele finden im 13.000 Zuschauer fassenden Kanchanaburi Province Stadium in Kanchanaburi statt.

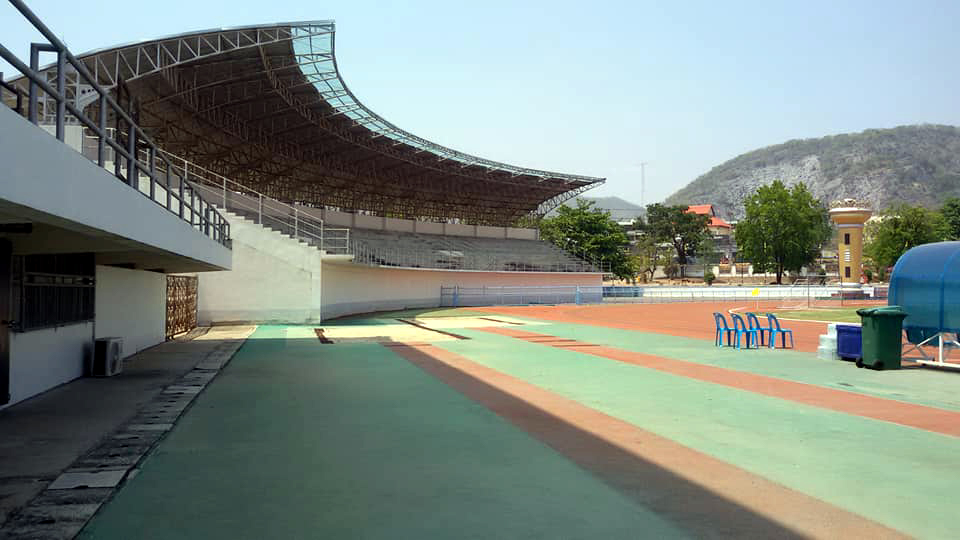
Kanchanaburi Province Stadium

## Spiele

### Übersicht
|  | Halbfinale                     | Halbfinale                     | Halbfinale                     |   |   | Finale            | Finale            | Finale            |
|  |                                |                                |                                |   |   |                   |                   |                   |
|  | 4. September 2025 um 16:00 Uhr |                                |                                |   |   |                   |                   |                   |
|  | 1                              | Irak                           |                                |   |   |                   |                   |                   |
|  | 2                              | Hongkong                       |                                |   |   | 7. September 2025 | 7. September 2025 | 7. September 2025 |
|  |                                |                                |                                | 1 |   |                   |                   |                   |
|  | 4. September 2025 um 20:00 Uhr | 4. September 2025 um 20:00 Uhr | 4. September 2025 um 20:00 Uhr |   | 3 |                   |                   |                   |
|  | 3                              | Thailand                       |                                |   |   |                   |                   |                   |
|  | 4                              | Fidschi                        |                                |   |   | Spiel um Platz 3  | Spiel um Platz 3  | Spiel um Platz 3  |
|  |                                |                                |                                |   |   | 2                 |                   |                   |
|  | 4                              |                                |                                |   |   |                   |                   |                   |
|  |                                |                                |                                |   |   | 7. September 2025 |                   |                   |

### Halbfinale
| Datum                          |          | Ergebnis |          |
| ------------------------------ | -------- | -------- | -------- |
| 4. September 2025 um 16:00 Uhr | Irak     | -:-      | Hongkong |
| 4. September 2025 um 20:00 Uhr | Thailand | -:-      | Fidschi  |

### Spiel um Platz 3
| Datum             |  | Ergebnis |  |
| ----------------- |  | -------- |  |
| 7. September 2025 |  | -:-      |  |

### Finale
| Datum             |  | Ergebnis |  |
| ----------------- |  | -------- |  |
| 7. September 2025 |  | -:-      |  |